# Joseph LaPalombara
Joseph LaPalombara (18 de mayo de 1925) es un politólogo estadounidense.
Estudió en la Universidad de Illinois, para finalmente doctorarse en Princeton; posteriormente fue profesor en las universidades de Míchigan y Yale. Es autor de obras como The Italian Labor Movement: Problems and Prospects (Cornell University Press, 1957); Interest Groups in Italian Politics (Princeton University Press, 1964); Politics Within Nations (Prentice Hall, 1974); o Democracy, Italian Style (Yale University Press, 1987); entre otras.